# La Moraleja (metrostation)
La Moraleja is een metrostation in Alcobendas. Het station werd geopend op 26 april 2007 en wordt bediend door lijn 10 van de metro van Madrid.